# Wladislaw Alexandrowitsch Oserow
Wladislaw Alexandrowitsch Oserow (russisch Владислав Александрович Озеров, wiss. Transliteration Vladislav Aleksandrovič Ozerov; geb. 1769; gest. 1816) war ein russischer Dramatiker, der als der letzte große Dramatiker in der klassizistischen Tradition gilt.

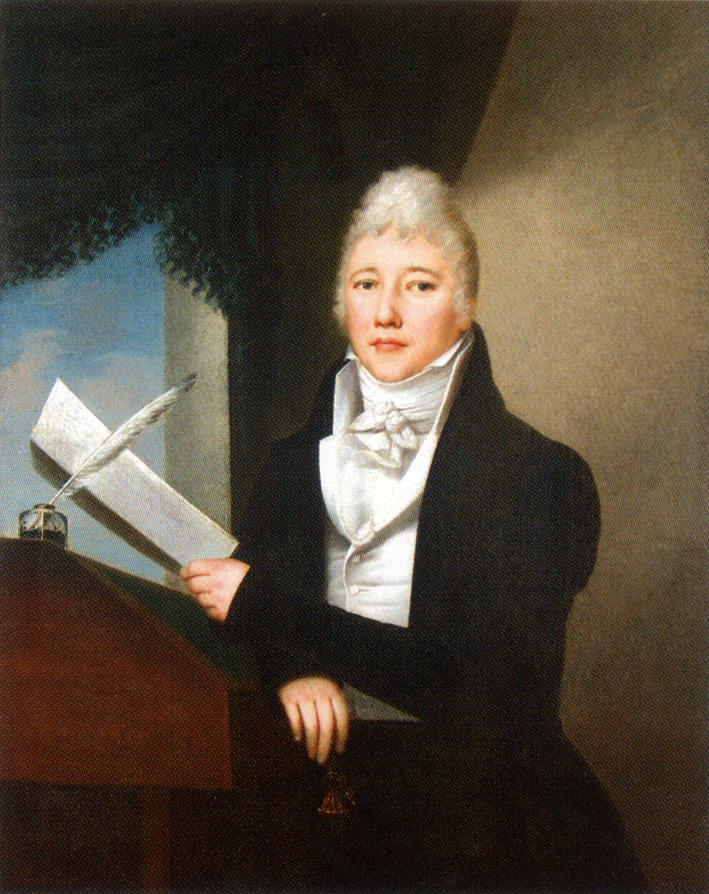
Wladislaw Oserow (Porträt von Johann Rombauer)

## Leben und Werk
Wladislaw Oserow wurde 1769 geboren. Er entstammte einer alten, aber verarmten Adelsfamilie. Er diente zuerst als Militär, dann als Forstbeamter.

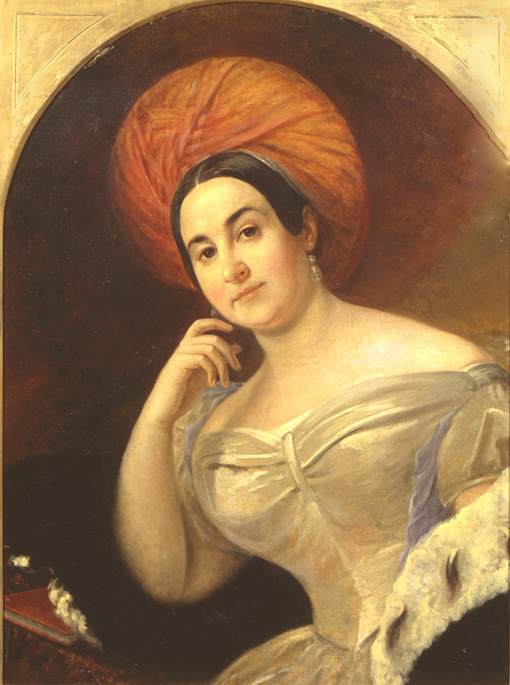
Jekaterina Semjonowna (Porträt eines unbekannten Künstlers)

Er war der populärste russische Dramatiker des frühen 19. Jahrhunderts, der die französischen klassischen und vorromantischen Traditionen miteinander verband, obwohl er dem Spott Gribojedows nicht entging.
Oserow schrieb zu Lebzeiten nur fünf Tragödien, die jedoch einen enormen Erfolg hatten, zu welchem auch das Spiel der berühmten  russischen Tragödin Jekaterina Semjonowa (1786–1849) beitrug. Das Publikum mochte die Atmosphäre von Sensibilität und Romantik, die er in die klassischen Formen einbrachte, aber es waren dieselben Attribute, die später von konservativen Kritikern wie Alexander Schischkow oder sogar Puschkin und Gribojedow kritisiert wurden.
Sein erster Erfolg war Ödipus in Athen (1804), ein ironischer Kommentar zur angeblichen Verwicklung Alexanders I. in den Mord an seinem Vater Paul. Das Publikum war begeistert von seiner vom Geist Ossians inspirierten nächsten Tragödie Fingal (1805), die mit einer großartigen Kulisse für die düstere schottische Landschaft inszeniert wurde. Die Tragödie Dmitri Donskoi (1807) wurde jedoch dank seiner starken patriotischen Botschaft zu Oserows populärstem Werk: Es wurde wenige Tage nach der Schlacht von Eylau aufgeführt, die in Ostpreußen zwischen Napoleons Grande Armée und der russischen Armee stattfand. Das Werk wurde der Gegenstand von Parodien, die berühmteste von Gribojedow.
Nach seinem Tod erschienen zwei miteinander konkurrierende Ausgaben seiner Werke, wobei in der einen neben seinen Tragödien eine Auswahl von Gedichten und ein einleitender Essay Über das Leben und die Werke von W. A. Oserow von Fürst Pjotr Andrejewitsch Wjasemski - einer der führenden Persönlichkeiten des Goldenen Zeitalters der russischen Literatur - enthalten ist.
Seine Tragödien wurden von Elisabeth Kulmann ins deutsche übersetzt.
Eine neuere Ausgabe seiner Werke erschien unter dem Titel Tragedii. Stikhotvoreniya, herausgegeben von I. N. Medvedeva (1960).

## Werke
- Jaropolk und Oleg (1798)
- Ödipus in Athen (1804)
- Fingal (1805)
- Dmitri Donskoi (1807)
- Polyxena (1809)

- verschiedene Gedichte